# Режим динамічний
Режим динамічний (рос. режим динамический; англ. dynamic mode; нім. dynamisches Regime n, dynamische Arbeitsweise f) – режим роботи об’єкта (пристрою, механізму, машини тощо), за якого хоч би один з параметрів режиму змінюється у часі.